# Shom peng

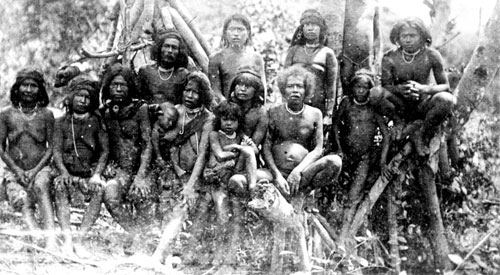
Groupe de Shom Peng en 1886

Le shom peng, ou shompen, est une langue parlée dans les îles Nicobar en Inde. Ses locuteurs sont au nombre de 400 (2004) et habitent l'intérieur de l'île de la Grande Nicobar. Ils sont classés comme « Scheduled Tribe » par le gouvernement indien. Ils ne seraient plus en 2024 qu'entre 200 et 300.

## Classification
Comme le car, le shompen appartient au rameau nicobar de la branche môn-khmer des langues austroasiatiques.